# Bolivie aux Jeux olympiques
La Bolivie participe aux Jeux olympiques depuis 1936, pour un total de quinze participations. Le pays a pris part aux Jeux d'hiver à sept reprises.
Le pays n'a jamais remporté de médailles, ce qui en fait le seul pays sud-américain dans ce cas.

## Histoire
Le Comité national olympique de Bolivie est créé en 1932 et a été reconnu par le Comité international olympique (CIO) en 1936.
À plusieurs reprises, le pays s'absente de la compétition sur des périodes plus ou moins longues. En effet, la Bolivie n'est pas représentée lors des Jeux olympiques d'été de 1948 à 1960 et en 1980. Pour les Jeux d'hiver, elle ne concourt pas entre 1960 et 1976 et de nouveau entre 1994 et 2014.